# Alasaari (ö i Finland, Södra Karelen)
Alasaari är en ö i Finland. Den ligger i sjön Kostamo och i kommunen Rautjärvi i den ekonomiska regionen  Imatra ekonomiska region  och landskapet Södra Karelen, i den sydöstra delen av landet, 260 km nordost om huvudstaden Helsingfors. Öns area är 0,5 hektar och dess största längd är 170 meter i nord-sydlig riktning.